# Проспект Архитектора Алёшина
Проспект Архитектора Алёшина (укр. проспект Архітектора Альошина) — один из проспектов в городе Харькове.

## Расположение
Проспект начинается от проходной ХТЗ, пересекает улицы Мира, Библика, Александровский проспект и далее тянется на юг к улице Луи Пастера.

## История
Строительство проспекта относится к началу 1930-х годов, когда в открытой степи возле железнодорожной станции Лосево вырос гигант тракторостороения — Харьковский тракторный завод. Когда ещё только начинал строиться завод, перед ним стали появляться небольшие рабочие поселения. А к моменту пуска для рабочих был построен жилой дом № 20
В марте 1930 года проектное бюро управления НКВД Украинской ССР разработало эксклюзивный проект «Соцмісто — новий Харків» возле ХТЗ. Его площадь должна была составлять 1426 га. Городок планировали построить на 100 000 лиц, а его стоимость составляла 186 млн руб. Вся площадь разбивалась на участки, где должны были размещаться жилые комбинаты по 2 730 жителей. В центре проспекта планировалось разместить все гражданские, административные, культурные учреждения и организации: районный совет, театр, Дворец труда и культуры, кинотеатр, типографию, парк отдыха. Считалось, что 54 % всей площади будет занято парками и аллеями.
1 апреля 1932 года было построено и введено в эксплуатацию 26 домов общей площадью в 80600 м², что обеспечивало жильём заводских рабочих на 52 %. В 1935 году проспект фактически существовал, но продолжал расширяться и достраиваться ещё несколько лет. Уже тогда на нем находилась промышленная и коммунальная инфраструктура района: районный совет, районный комитет комсомола, секретарём которого тогда был А. Г. Зубарев, который в годы Великой Отечественной войны возглавлял подпольный комитет комсомола. Около школы № 88 установлен бюст А. Г. Зубареву, а также открыт музей истории, посвящённый жизни и деятельности подпольщика. В период 1931—1935 годов здесь была построена школа, больница, фабрика-кухня, ясли и стадион. В те годы проспект Орджоникидзе очень отличается от других улицах города, потому что был совершенно новым и застроен планомерно.
Огромные разрушения принесла проспекту фашистская оккупация. 17 июня 1943 года была принята инструкция СНК «О порядке определения ущерба, причинённого гражданам СССР и их имуществу вторжением немецко-фашистских оккупантов». В соответствии с методом определения стоимости по этому документу, было разрушено и сожжено 27 % жилой площади и полуразрушено 47 %. В руины превратилось 138 домов, стадион, библиотека, фабрика-кухня, повреждены водопровод и энергосистема.
После окончания Великой Отечественной войны в 1945 году районный совет особое внимание уделял жилищному строительству и коммунально-гуманитарной сфере. В первую очередь восстанавливали работу инженерно-технической сети для обеспечения электроснабжением жилищного фонда, благоустраивали территорию, развивали торговую сеть, образование и медицину. Усилиями многих строителей и архитекторов города проспект вновь был отстроен и отремонтирован. Внешний вид его стал почти таким же, как и до войны.
50-е — начало 60-х годов XX столетия — период мощного капитального строительства. Здания этого времени были построены в стиле архитектуры начала 1950-х — «сталинки». В большинстве они построены из кирпича и имеют различные арки. Эти дома отличаются от предыдущих строений высотой помещения. Интересное решение было принято относительно строительства детских учреждений: для контраста их строили из красного кирпича с силикатными деталями.
13 мая 1957 года в кинотеатре имени Орджоникидзе установили широкий экран и открыли кинозал для хроникальных и документальных фильмов. Он собирал огромное количество зрителей, среди которых было много детей.

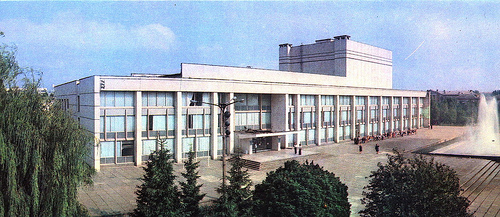
Дом культуры Харьковского тракторного завода

В 1956 году на пустыре между зданием райисполкома и школы № 88 был выкопан котлован для строительства Дворца культуры ХТЗ, но в 1957 году строительство этого дворца был законсервировано на нескольких лет. Только в ноябре 1967 года, по проекту архитекторов Ф. М. Фридмана и Е. Н. Бельмана был построен и открыт новый Дворец, которым гордилась не только улица, но и весь Орджоникидзевский район. Это очень большое строение с огромным залом для проведения заседаний и спектаклей, малым кинозалом, спортзалом, помещениями для музыкальной, литературной, театральной студий. В нём создан музей истории завода, где хранятся многочисленные документы и экспонаты, рассказывающие о страницах истории завода, его достижениях и вкладе в общую историю стран.
Гордостью проспекта является здание Индустриального районного суда. Его главный вход окружают две колонны, которые придают строению величественный вид.

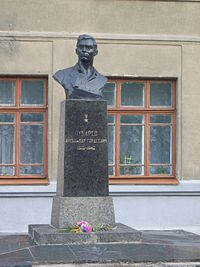
Памятник А. Г. Зубареву

В доме № 20, который был одним из первых выстроен на будущем проспекте, находится районная библиотека. Именно здесь, можно найти различные документы, рассказывающие об истории и развитии не только Индустриального района, но и города, а также ознакомиться с различными материалами о современной истории Харькова и области.

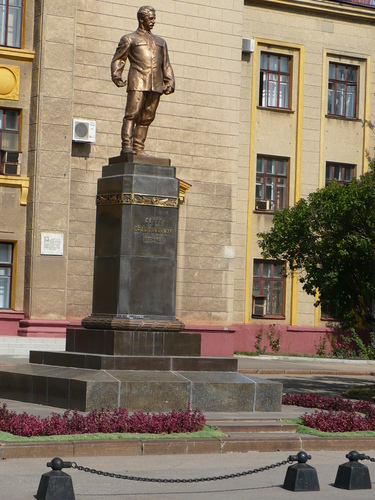
Памятник Орджоникидзе (снесён в 2014 году)

## Основные достопримечательности
- Харьковский тракторостроительный завод
- Бюст А. Г. Зубареву возле парадного входа в общеобразовательную школу № 88
- Кинотеатр имени Орджоникидзе (снесён в 2015 году)
- Библиотека Индустриального района